# Алтајски цокор
Алтајски цокор (лат. Myospalax myospalax) је врста глодара из породице слепих кучића (лат. Spalacidae).

## Распрострањење
Врста је присутна у Казахстану и Русији.

## Станиште
Алтајски цокор има станиште на копну.

## Начин живота
Алтајски цокор прави гнезда.

## Угроженост
Ова врста није угрожена, и наведена је као последња брига јер има широко распрострањење.

### Популациони тренд
Популациони тренд је за ову врсту непознат.